# Martin Morin
Pour les articles homonymes, voir Morin.
Maître Martin Morin, né vers 1450 et mort en 1522 à Rouen, est un imprimeur-libraire et typographe français.

## Biographie
Vraisemblablement originaire d'Orbec, il fut initié très jeune à l'art de l'imprimerie (avant 1483), sans doute dans la région rhénane où il fut envoyé par la famille rouennaise Lallemant en apprentissage, accompagné de Pierre Maufer. Il s'installe à Paris et entre à l'atelier de Guillaume Le Talleur (?-1494 ?) en tant que compagnon jusqu'en 1487. Le Talleur est le premier imprimeur de Rouen : revenu dans cette ville, Martin lui succède en 1490-1491. Il s'installe dans le quartier Saint-Lô, face au Prieuré, à l'enseigne de Saint Eustache. Sa marque indique le nom de Magister Martinus Morin.
Il imprima essentiellement des ouvrages liturgiques destinés au marché anglais dont le fameux Breviarium saresberiense (ou Breviarium sarum), un bréviaire datant de 1492 destiné à la cathédrale de Salisbury et qui constitue le premier ouvrage religieux produit pour l'Angleterre selon les techniques de l'imprimerie.
On compte aussi des manuels universitaires publiés en association avec des libraires de Caen ou d'Angers. 
Le répertoire des incunables de la British Library référence à ce jour 34 ouvrages.
Il meurt entre le 21 avril et le 29 novembre 1522. Il eut trois fils qui exercèrent dans la même branche : Jean I, imprimeur à Rouen (vers 1522-1523) ; Romain, imprimeur à Lyon dès 1515 ; et Jean II, libraire à Paris (1537-1538).

## Catalogue sélectif
- Speculum Minorum, Rouen, 1509
- Gilbert Nicolas, Novus Tractatus de Decem Plagis Paupertatis Fratrum Minorum vel ab Aliquibus Nuncupatur Bonus Pastor suivi de Tractatus Novus inquo vere et clare ..., Rouen, 1514/1516 [B.N. réserve, H-2224]